# Эскудилья (гора)
Эскудилья (англ. Escudilla) — горная вершина в составе хребта Уайт-Маунтинс. Находится на юго-западе США, в восточной части штата Аризона. Расположена на территории округа Апаче, примерно в 5,6 километрах от границы Аризоны с штатом Нью-Мексико. Является высшей точка пустыни Эскудилья.
Эскудилья — третья по высоте гора в Аризоне. Абсолютная высота вершины — 3327 метров, относительная высота — 723 метра.
Гора была названа первыми испаноязычными поселенцами в этом районе. Название Эскудилья (исп. Escudilla) переводится как «меньшая чаша».
Основными деревьями в этой горной местности являются тополя и ряд хвойных пород, особенно ель Энгельмана, пихта Дугласа и одноцветная пихта.
В июне 2011 года этот район сильно пострадал от массовых пожаров.
Есть мнение, что на этой территории был найдеy последний убитый медведь гризли в Аризоне (в 1936 году).
Средняя температура на этой территории составляет 10 °C. Самый теплый месяц — июнь при средней температуре 24 °C, а самый холодный декабрь — при средней температуре −2 ° C. Среднее количество осадков составляет 623 миллиметра в год. Самый влажный месяц — июль при 149 мм осадков, а самый сухой май — 7 мм.